# Медаль «За освобождение Шуши»
Медаль «За освобождение Шуши» (азерб. "Şuşanın azad olunmasına görə" medalı) — медаль Азербайджанской Республики.

## История
11 ноября 2020 года президент Азербайджанской Республики Ильхам Алиев на встрече с ранеными военнослужащими, принимавшими участие в вооружённом конфликте в Нагорном Карабахе осенью 2020 года, заявил, что в Азербайджане будут учреждены новые ордена и медали, и, что дал соответствующее указание о награждении гражданских лиц и военнослужащих, проявивших героизм на поле боя и в тылу и отличившихся именно в этой войне. По словам Алиева, он также предложил названия этих орденов и медалей.
20 ноября 2020 года на пленарном заседании Милли Меджлиса Азербайджана был вынесен на обсуждение законопроект о внесении поправок в закон «Об учреждении орденов и медалей Азербайджанской Республики».
Медаль «За освобождение Шуши» была учреждена в этот же день в первом же чтении согласно законопроекту об учреждении орденов и медалей по случаю победы Азербайджана в «Отечественной войне», как в Азербайджане официально был именован вооружённый конфликт в Нагорном Карабахе осени 2020 года.
В законопроекте слова «Медаль За освобождение Шуши» были добавлены после слов «Медаль За освобождение Губадлы» в статье 2 п. 1.2.
Законом Азербайджанской Республики от 26 ноября 2020 года было утверждено описание медали «За освобождение Шуши» Азербайджанской Республики.
1 декабря президент Азербайджанской Республики Ильхам Алиев подписал указ о применении Закона Азербайджанской Республики от 26 ноября 2020 года о положении медали «За освобождение Шуши».

## Положение о медали
Медаль «За освобождение Шуши» вручается военнослужащим Вооружённых сил Азербайджана, принимавшим участие в боевых действиях по освобождению города Шуша Азербайджанской Республики.
Медаль «За освобождение Шуши» носится на левой стороне груди, при наличии других медалей и орденов Азербайджанской Республики — после медали «За освобождение Губадлы».